# Свети Йоан Кръстител (Тасос)
„Свети Йоан Кръстител“ (на гръцки: Ιερός Ναός Αγίου Ιωάννης Λιμένα) е православна църква край Тасос (Лименас), главното градче на остров Тасос, Егейска Македония, Гърция, част от Филипийската, Неаполска и Тасоска епархия на Вселенската патриаршия.
Църквата е разположена югоизточно от Лименас, край морския бряг. На това място е известна църква „Свети Йоан Кръстител“, построена от великия примикюр Йоан преди 1384 година, година в която храмът е дарен на Пантократор. Вдясно от входа има надпис „1835 ΙΟΥΝΟΥΑΡΙΟΥ“ и кръст в долния десен ъгъл. Вляво от входа има друг нечетлив надпис, като се чете само думата „ΜΑΣΤΟΡΟΥ“ в югозападния ъгъл.
В архитектурно отношение е еднокорабен храм с дървен покрив, без трем. Външните размери са 7,50 m x 5,80 m, а площта е 43,50 m2. Стените са дебели 0,65 m западната и 0,80 m другите. Разликата показва, че в 1835 година е обновена по-стара сводеста църква, може би тази на великия примикюр. Храмът е с две стъпала по-нисък от околното ниво. Вратата е двойна и необичайно висока.
Църквата е осветена от два малки прозореца с мраморни рамки, един на север и един на юг. Подът е покрит с бели плочи. Иконостасът е дъсчен с царски двери и места за четири царски икони – „Света Богородица“, „Исус Христос“, „Свети Йоан“ и една липсваща. Светилището е с ширина от 1,53 m. Конхата достига до земята и има централен мраморен олтар върху конична мраморна основа, вероятно раннохристиянски. Вляво и вдясно има две полукръгли ниши, като протезисът е по-голям. Осветлението на светилището е минимално през висок процеп в апсидата. Покривът е покрит в 1978 година с листове вълнообразни азбестоциментови плочи (еленит).
В храма има ценни свещници, полилеи и два сребърни диска.